# Per una donna
Per una donna (I Take This Woman) è un film del 1931 diretto da Marion Gering.

## Trama
Kay Dowling, una ricca ragazza dell'est, viene spedita da suo padre nel Wyoming per evitare di essere coinvolta in una causa di divorzio. Prima di partire, Kay rifiuta la proposta di Herbert Forrest, uno dei suoi pretendenti, e parte con la zia per il ranch del padre. Lì, conosce un bel cowboy, Tom McNair. Impulsivamente, accetta di sposarlo.
Quando il signor Dowling viene a sapere del matrimonio della figlia, la disereda. Così, i due novelli sposi sono costretti a vivere in una baracca, con Tom che lavora duramente per accrescere la sua mandria.
La vita del ranch non soddisfa la viziata ragazza di città che sogna le comodità della bella casa di suo padre. Qualche tempo dopo, Kay coglie l'occasione dell'arrivo di un telegramma per fare le valigie, annunciando al marito che deve andare dal padre malato. Di nuovo a casa, Kay manda una lettera a Tom, nella quale gli chiede il divorzio.
Poco dopo, Tom giunge alla residenza di Dowling perché afferma di essersi iscritto a un rodeo. Né fa parola della lettera che avrebbe dovuto ricevere. Non ne parla neanche Kay. Ma, una sera, a un party dove viene preso in giro dagli altri ospiti, Tom dice alla moglie che potrà avere il suo divorzio.
Kay, però, ben presto si rende conto che la vita che sognava e che le potrebbe offrire Herbert, il suo vecchio corteggiatore, non sarà altro che una serie infinita (e noiosa) di partite di golf. Così si reca al rodeo, per rivedere Tom. Qui, i due si riconciliano e, insieme, tornano a casa, al loro piccolo ranch.

## Produzione
Il film fu prodotto dalla Paramount Pictures.

## Distribuzione
Distribuito dalla Paramount Pictures, uscì nelle sale cinematografiche USA il 27 giugno 1931.